# Порт Викторија PV.5
Порт Викторија PV.5 (енгл. Port Victoria P.V.5) је британски ловачки авион. Први лет авиона је извршен 1917. године. 

Највећа брзина у хоризонталном лету је износила 151 km/h. Размах крила је био 9,75 метара а дужина 7,77 метара. Маса празног авиона је износила 811 kg а нормална полетна маса 1114 kg.

## Наоружање
| Наоружање авиона: Порт Викторија |              |
| Ватрено (стрељачко) наоружање    |              |
| Топ                              |              |
| Митраљез                         |              |
| Број и ознака митраљеза          | 1 Викерс     |
| Бомбардерско наоружање (бомбе)   |              |
| Класичне авио бомбе              | 2 од по 29,5 |
| Ракетно наоружање (ракете)       |              |